# 莱古县
莱古县，缅甸仰光省下辖的一个县。

## 历史沿革
2022年4月30日，缅甸政府以仰光北县莱古镇区新设莱古县。

## 行政区划
莱古县下辖莱古镇区1个镇区。